# 아르데슈주의 캉통
프랑스 아르데슈주에는 총 17개의 캉통이 속해 있다. 2015년 3월 행정구역 총개편으로 인해 현재는 다음과 같이 설치되어 있다.
- 아노네 1
- 아노네 2
- 오브나 1
- 오브나 2
- 베르겔비
- 부르생탕데올
- 레세반아르데슈아즈
- 길에랑그랑주
- 오트아르데슈
- 오트에리외
- 오트비바레
- 르푸쟁
- 프리바
- 론에리외
- 사라
- 투르농쉬르론
- 발롱퐁다르크